# バート・スター
バート・スター（Bart Starr、1934年1月9日 - 2019年5月26日）はアラバマ州モンゴメリー出身のアメリカンフットボール選手、指導者。
1977年、プロフットボール殿堂入り、背番号15はグリーンベイ・パッカーズの永久欠番。

## 経歴

### プロ入りまで
父親は軍人であった。当初アメリカ陸軍に所属していた父親は、太平洋戦争が始まった後、アメリカ空軍に所属が変わり、軍曹にまでなった。1947年に仲の良かった弟を破傷風で亡くした。
地元の高校に進学するとアメリカンフットボールを始めたが、2週間でやめようとした。父親からアメリカンフットボールをするか家庭菜園で働くかの選択を迫られ、アメリカンフットボールを選んだ。高校2年次に先発QBが足を骨折したため、先発QBとなった。この年チームは無敗の成績を残した。3年次には州のオールチーム及びオールアメリカンに選ばれ、全米の多くの大学から奨学金のオファーを受けた。ケンタッキー大学、オーバーン大学への入学も検討した末、彼はアラバマ大学に入学した。
クォーターバックとして2年生から正QBとなったがその後故障、4年次にはレギュラーを奪われた。

### グリーンベイ・パッカーズ
大学卒業時の1956年、NFLドラフト17巡目全体200位と低い評価でグリーンベイ・パッカーズに入団した。
入団してから数年は実績もキャリアもなかったが、名将ヴィンス・ロンバルディがパッカーズのヘッドコーチに就任した1959年以降に転機が訪れる。1960年から1967年までの8年間で62勝24敗4分、地区優勝6回、NFLチャンピオン5回、新興のAFL王座とNFL王座が対戦した、第1回、第2回スーパーボウルを制し、2年連続スーパーボウルMVPとなった。
またプロボウルに4回、オールプロに2回選出された。
1961年、パス成功率58.3%、2,418ヤードを投げて16TD、16INTでプロボウルに選ばれた。この年のニューヨーク・ジャイアンツとのNFLチャンピオンシップゲームでは3TDパスを投げてチームは37-0で勝利した。
1962年、パス成功率62.5%、2,438ヤードを投げて12TD、9INTでプロボウルに選ばれた。
1963年、10月のセントルイス・カージナルス戦で負傷し、11月24日のサンフランシスコ・フォーティナイナーズ戦で復帰した。
1964年、パス成功率59,9%、2,144ヤードを投げて25TD、4INTの成績をあげた。
1965年、パス成功率55.8%、2,055ヤードを投げて16TD、9INTの成績をあげた。
1966年のNFLチャンピオンシップゲームではダラス・カウボーイズを34-27で破り、AFL優勝のカンザスシティ・チーフスとの第1回スーパーボウルでパス23回中16回成功、マックス・マギーへの2TDを決めて35-10で勝利、MVPに選ばれた。
1967年、前年わずか3INTしか許さなかったが、開幕戦のデトロイト・ライオンズ戦、第2週のシカゴ・ベアーズ戦で合計9INTを喫した。第3週のアトランタ・ファルコンズでは肩を負傷し退場した。アイスボウルと呼ばれた極寒のランボー・フィールドで行われた1967年NFLチャンピオンシップゲームではダラス・カウボーイズの強力な守備陣から2TDパスを決めて、14-0とリードした。その後カウボーイズに14-17と逆転され、残り4分50秒、自陣32ヤードから攻撃を開始した。彼のパスなどで、敵陣3ヤードまで前進した後、RBドニー・アンダーソンにボールを渡したが2ヤードしか前進できず、残り時間16秒、第3ダウン敵陣1ヤードからのプレーで、センターのケン・ボウマン、ガードのジェリー・クレイマーの完璧なブロックにより、QBスニークで決勝TDをあげた。オークランド・レイダースとの第2回スーパーボウルでもパス24回中13回成功、202ヤード、1TDで33-14と勝利、2年連続でMVPに選ばれた。この試合でヴィンス・ロンバルディヘッドコーチが勇退した。スーパーボウルMVPに2度以上選ばれているのは彼の他にテリー・ブラッドショー、ジョー・モンタナ、トム・ブレイディ、イーライ・マニングしか達成していない。
1971年、スコット・ハンターに先発の座を奪われ、12月19日のマイアミ・ドルフィンズ戦が現役最後の試合となった。この年チームは1958年以来最低の4勝8敗2分に終わった。翌1972年7月1日、現役引退を表明した。
プレーオフでは9勝1敗の成績を残し、5回NFLチャンピオンにチームを導いた。現在までのところチームを5回チャンピオンに導いたQBはバート・スターとトム・ブレイディの2人のみである。
現役時代、全試合に先発出場したのは1961年、1962年、1964年、1965年のみであった。また300回以上パスを投げたシーズンはなく、バランスの取れた攻撃をコントロールした。1試合あたりのパス試投はおよそ20回、パスオフェンス全盛期であるトム・ブレイディ、ペイトン・マニングだけでなく、サミー・ボウよりもはるかに少ない。このため過小評価されることが多いが、QBレイティングは、サミー・ボウ、シド・ラックマン、ジョニー・ユナイタス、Y・A・ティトルより高い。

### 現役引退後
現役引退後の1972年からダン・ディバインヘッドコーチの下でアシスタントコーチに就任した。ディバインヘッドコーチが1974年シーズン終了後、チームを退団してノートルダム大学ヘッドコーチに就任した後、1975年から1983年まで9シーズン、グリーンベイ・パッカーズのヘッドコーチを務めて52勝76敗3分の成績を残した。ヘッドコーチとしてプレーオフに出場したのはストライキでシーズンが短縮となった1982年のみである。
1977年、プロフットボール殿堂入りを果たした。
2011年のNFL開幕戦、前年のスーパーボウルチャンピオン、グリーンベイ・パッカーズとニューオーリンズ・セインツの試合前に行われる特別イベントにチームフラッグを持って登場した。

## バート・スター賞
フィールド外で顕著な功績をあげた選手に贈られるバート・スター賞が設けられており、2011年1月20日にはハリケーン・カトリーナによる被害を受けたニューオーリンズの復興や医療施設への寄付などを行っているドリュー・ブリーズが選ばれた。

## 著書
- 『クォーターバッキング コーチとプレーヤーのためのアメリカン・フットボール技術百科 チーム・プレー編』 1978年、ベースボールマガジン社 ISBN 978-4-583-01878-2